# Екібастузька ТЕЦ
Екібастузька ТЕЦ — теплова електростанція на північному сході Казахстану.
В 1956—1959 роках на майданчику станції стали до ладу чотири парові котли від Барнаульського котельного заводу — три типу БКЗ-50-39Ф продуктивністю по 50 тонн пари на годину (станційні номери 1 — 3) та один типу ЦКТИ-75-39Ф продуктивністю 75 тонн пари на годину (номер 4). При цьому в 1956, 1957 та 1958 роках ввели в дію три парові турбіни виробництва Невського Ленінградського заводу імені Леніна типу Т-6-35 потужністю по 6 МВт (станційні номери 1 — 3).
В 1973, 1974, 1979, 1980 та 1981 роках котельне господарство підсилили п'ятьма паровими котлами Барнаульського котельного заводу типу БКЗ-75-39Ф продуктивністю по 75 тонн пари на годину (номери 5 — 9). В 1983, 1985, 1986, 1987, 1988 та 1995 роках змонтували шість водогрійних котлів продуктивністю по 100 Гкал/год — один від Дорогобузького котельного заводу типу КВГМ-100 (номер 1В) та п'ять виробництва Білгородського котельного заводу типу КВТК-100 (номери 2В — 5В).
В 1986-му через відсутність запасних частин демонтували турбіну № 3.
Надалі були виведені з експлуатації котли № 1 — 4 та № 10 і турбіни № 1 та № 2. При цьому в 2009-му змонтували нову турбіну № 1 типу Р-12-3,4/0,5М потужністю 12 МВт.
В 2014-му повторно ввели в дію котел № 6, який зупинили в ще в 1998-му та у підсумку модернізували до рівня Е-90-3,9-440 зі збільшенням продуктивності до 90 тонн пари на годину.
Як паливо ТЕЦ використовує вугілля.
Первісно станція працювала на привозній воді допоки не отримала живлення від каналу Іртиш — Караганда.
Для видалення продуктів згоряння звели два димарі висотою 120 та 180 метрів.
Видача продукції відбувається по ЛЕП, що працює під напругою 220 кВ.